# Boyle (Irlandia)
Boyle (irl. Mainistir na Búille) – miasto w Irlandii, w północnej części hrabstwa Roscommon. Miasto leży u podnóża gór Curlew nad jeziorem Key.